# Пол Істер
Пол Істер  (англ. Paul Easter, 14 травня 1963) — британський плавець, олімпійський медаліст.

## Виступи на Олімпіадах
| Олімпіада         | Дисципліна                            | Місце |
| ----------------- | ------------------------------------- | ----- |
| Лос-Анджелес 1984 | плавання на 100 метрів вільним стилем | 21    |
| Лос-Анджелес 1984 | плавання на 200 метрів вільним стилем | 9     |
| Лос-Анджелес 1984 | естафета 4 × 100 вільним стилем       | 5     |
| Лос-Анджелес 1984 | естафета 4 × 200 вільним стилем       | 3     |